# Morris Day
Morris E. Day, noto con il nome d'arte di Morris Day (Minneapolis, 13 dicembre 1957), è un musicista, compositore e attore statunitense, meglio conosciuto come il cantante dei The Time.
Day ha collaborato spesso con Prince. Recitò anche in qualche film in piccole parti, compresi un breve ma memorabile ruolo con Richard Pryor ne Un folle trasloco, e con Andrew Dice Clay ne Le avventure di Ford Fairlane.

## Discografia

### Album

#### The Time
- The Time (Warner Bros., 1981)
- What Time Is It? (Warner Bros., 1982)
- Ice Cream Castle (Warner Bros., 1984)
- Pandemonium (Paisley Park Records, 1990)
- Condensate (come The Original 7ven) (Saguaro Road Records, 2011)

#### Solo
- Color of Success (Warner Bros., 1985)
- Daydreaming (Warner Bros., 1987)
- Guaranteed (Reprise, 1992)
- It's About Time (Hollywood, 2004)

### Singoli

#### Solo
1985
- "The Oak Tree"
- "Color of Success"
- "The Character"
- "Love/Addiction"
- "Love Sign"

1988
- "Fishnet"
- "Daydreaming"
- "Love Is a Game"
- "Are You Ready?"

1992
- "Gimme Whatcha Got"
- "Circle of Love"

2000
- "Get A Job"

#### The Time
| - "Get It Up" - "Girl" - "Cool" - "777-9311" - "The Walk" - "Gigolos Get Lonely Too" - "Ice Cream Castles" | - "Jungle Love" - "The Bird" - "Jerk Out" - "Chocolate" - "Shake!" - "#Trendin" The Original 7ven |

## Filmografia

### Cinema
- Purple Rain, regia di Albert Magnoli (1984)
- Un folle trasloco (Moving), regia di Alan Metter (1988)
- Graffiti Bridge, regia di Prince (1990)
- Le avventure di Ford Fairlane (The Adventures of Ford Fairlane), regia di Renny Harlin (1990)
- Jay & Silent Bob... Fermate Hollywood! (Jay and Silent Bob Strike Back), regia di Kevin Smith (2001)
- West from North Goes South, regia di Steve Ashlee e Valerie Silver (2004)

### Televisione
- 227 - serie TV, un episodio (1989)
- New Attitude - serie TV, 8 episodi (1990)
- Eve - serie TV, un episodio (2004)